# Surveyor 1
A Surveyor 1 foi a primeira sonda do Programa Surveyor. Lançada em 30 de maio de 1966, seu objetivo era obter dados sobre a superfície lunar que seriam necessários para os pousos do futuro Projeto Apollo. 
Esta sonda foi lançada por um veículo lançador Atlas-Centaur, do 
Centro de Lançamento de Cabo Canaveral.
A Surveyor 1 atingiu a Lua em 2 de junho de 1966, e transmitiu 11.237 fotos de excelente qualidade da superfície da Lua.